# Cayn
Ayn (somali Cayn) és una regió creada per la república autònoma de Khatumo a Somàlia, el 2004 amb el districte de Buuhoodle, que formava fins llavors l'extrem sud-oriental de la regió del Togdheer a Maakhir (i abans a Somàlia del 1984 al 1991).
El 1991 Somalilàndia es va declarar independent i el districte va formar part de la república amb l'acord dels caps de clans i subclans. Però el 1998 Puntland va incloure aquest territori en els límits reclamats per l'estat, i a finals del 2003 els dhulbahante, majoritaris al districte, van entregar la ciutat a la milícia majeerteen de Puntland. Puntland va crear llavors la regió de Ayn, amb capital a Buuhoodle.
El 2008 els dhulbahante, cansats de les lluites entre Khatumo i Maakhir, van proclamar al Sanaag (la part occidental de la part administrada per Puntland, exclosa la regió de Sanaag de l'estat de Maakhir) al Sool (tant a la regió sota administració de Somalilàndia com a la de Puntland) i a Ayn, la República de Northland. Sembla però que milícies lleials a Puntland encara tenen el domini de la ciutat de Buuhoodle (agost del 2008).